# 李銳 (弘治進士)
李锐（1473年—？），字抑之，江西吉安府安福县人，民籍，明朝政治人物。同進士出身。

## 生平
弘治十一年（1498年）戊午科江西鄉試第六十三名舉人。弘治十二年，登己未科會試第一百五十三名，三甲二十四名進士，正德十三年（1518年）任湖广岳州府知府，升两淮盐运使，一年之内输送盐运余银三十余萬两，被賜羊酒。嘉靖三年（1524年）九月升广东布政使司右参政。五年二月因病离任，被弹劾罢职。

## 家族
曾祖李遵文；祖李時顯，教谕；父李瑶。母姚氏。具庆下。